# Liste der Biografien/Phl
Liste der Biografien |
Portal Biografien |
Personensuche
# |
A |
B |
C |
D |
E |
F |
G |
H |
I |
J |
K |
L |
M |
N |
O |
P |
Q |
R |
S |
T |
U |
V |
W |
X |
Y |
Z |
?
 
Pa |
Pc |
Pe |
Pf |
Ph |
Pi |
Pj |
Pk |
Pl |
Pm |
Pn |
Po |
Pr |
Ps |
Pt |
Pu |
Pv |
Pw |
Py
 
Pha |
Phe |
Phi |
Phl |
Pho |
Phr |
Phu |
Phy
Die Liste der Biografien führt alle Personen auf, die in der deutschsprachigen Wikipedia einen Artikel haben. Dieses ist eine Teilliste mit 5 Einträgen von Personen, deren Namen mit den Buchstaben „Phl“ beginnt.

## Phl

### Phle
- Phlegon von Tralleis, griechischer Historiker und Schriftsteller
- Phleps, Artur (1881–1944), rumänisch-deutscher Offizier im Zweiten WeltkriegArtur Phleps (1881–1944)

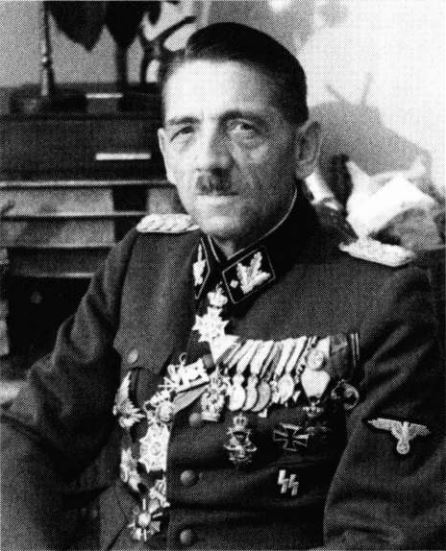
Artur Phleps (1881–1944)

- Phleps, Hermann (1877–1964), deutscher Architekt, Kunsthistoriker und Hochschullehrer
- Phleps, Roland (1924–2020), deutscher Bildhauer, Neurologe und Psychiater
- Phleps, Thomas (1955–2017), deutscher Musikwissenschaftler